# BusyBox
BusyBox é um conjunto de software que fornece vários utilitários Unix em um único arquivo executável. Ele roda em uma variedade de ambientes POSIX, como Linux, Android, e FreeBSD, embora muitas das ferramentas que ele fornece sejam projetadas para funcionar com interfaces fornecidas pelo kernel Linux. Ele foi criado especificamente para sistemas operacionais embarcados com recursos muito limitados. Os autores o apelidaram de "O canivete suíço do Linux embarcado", pois o único executável substitui funções básicas de mais de 300 comandos comuns. Ele é lançado como software livre sob os termos da GNU General Public License v2, após a controversa decisão de não migrar para a versão 3.